# Landoy (La Coruña)
Landoy (llamada oficialmente Santiago de Landoi) es una parroquia española del municipio de Cariño, en la provincia de La Coruña, Galicia.

## Entidades de población
Entidades de población que forman parte de la parroquia:
- As Tercias
- Barreiras (As Barreiras)
- Cabanán de Abaixo
- Cabanán de Riba
- Cabanas[4] (As Cabanas)
- Cabo[5] (O Cabo)
- Calzadas[6] (A Calzada)
- Cubilote (O Cubilote)
- Iglesario (O Igrexario)
- Lama[7] (A Lama)
- Meleato
- Orxeiro
- Paradela
- Río da Cruz
- Sancha (A Sancha)
- Seixo[8] (O Seixo)
- Zarza

## Demografía
| Gráfica de evolución demográfica de Landoy entre 2000 y 2022 |
|                                                              |
| Datos según el nomenclátor publicado por el INE.             |